# أوليفر كايزر
أوليفر كايزر (بالألمانية: Oliver Kayser)‏ هو مبارز بالسيف نمساوي، ولد في 8 أكتوبر 1973 في إنسبروك في النمسا.

## وصلات خارجية
- أوليفر كايزر على موقع أوليمبيديا (الإنجليزية)